# Pawel Leopoldowitsch Korff

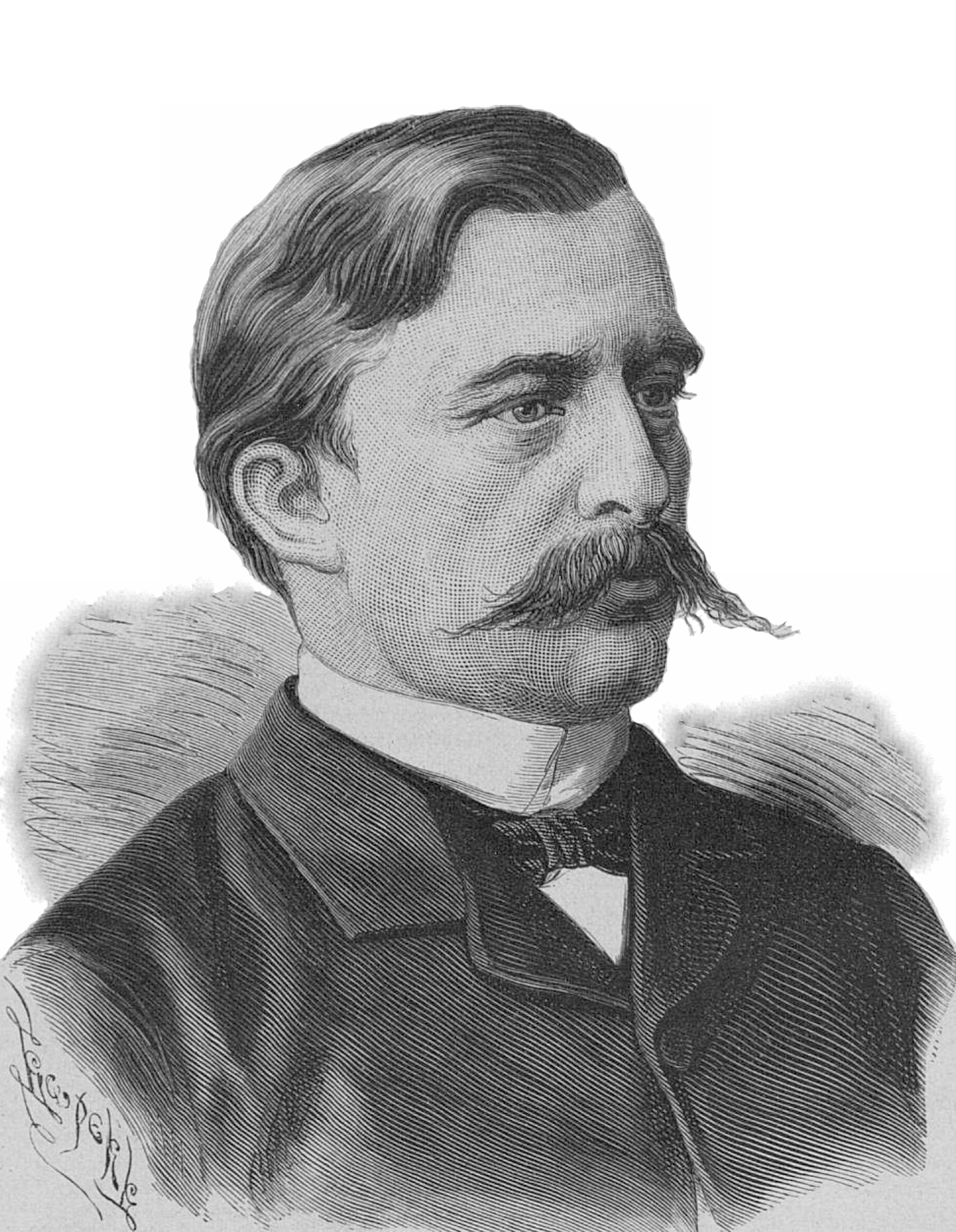
Pawel Leopoldowitsch Korff, 1878

Baron Pawel Leopoldowitsch Korff (russisch Па́вел Леопо́льдович Корф; * 2. Februar 1837 in Moskau; † 16. März 1913) war ein russischer Großgrundbesitzer, Geheimrat und Amtsträger.

## Leben und Wirken
Pawel Korff wurde im Pagenkorps in Sankt Petersburg ausgebildet. Er trat 1854 in den Militärdienst ein und wurde 1860 pensioniert. Im Jahr 1861 wurde er bei der ersten Einberufung Friedensrichter. Im Jahr 1866 wurde er zum Adelsmarschall des Kreises Schlüsselburg gewählt. Seit der Eröffnung der Semstwo-Institutionen beteiligte er sich sehr aktiv an deren Arbeit, 1868–1878 war er Vorsitzender des St. Petersburger Provinzial-Semstwo-Rates. Im Jahr 1873 wurde er zum Bürgermeister der Stadt St. Petersburg gewählt. In den Jahren 1878–1881 war er Bürgermeister von St. Petersburg.
In den Jahren 1885–1894 war er Präsident der Kaiserlichen Freien Ökonomischen Gesellschaft zu Sankt Petersburg. Er war Mitglied des Rates für Handel und Gewerbe des Finanzministeriums. Er war stellvertretender Vorsitzender und Ehrenmitglied des St. Petersburger Rates für Kinderheime. Er gehörte zu der Delegation von Semstwos und Städten, die am 6. Juni 1905 Nickolas II. vorgestellt wurde. Von 1906 bis 1912 war er Mitglied des Staatsrates im Namen des St. Petersburger Semstwo. Im Staatsrat hielt er sich an die Partei der Mitte, verteidigte die Rechte der Staatsduma und in der Frage der Amnestie.

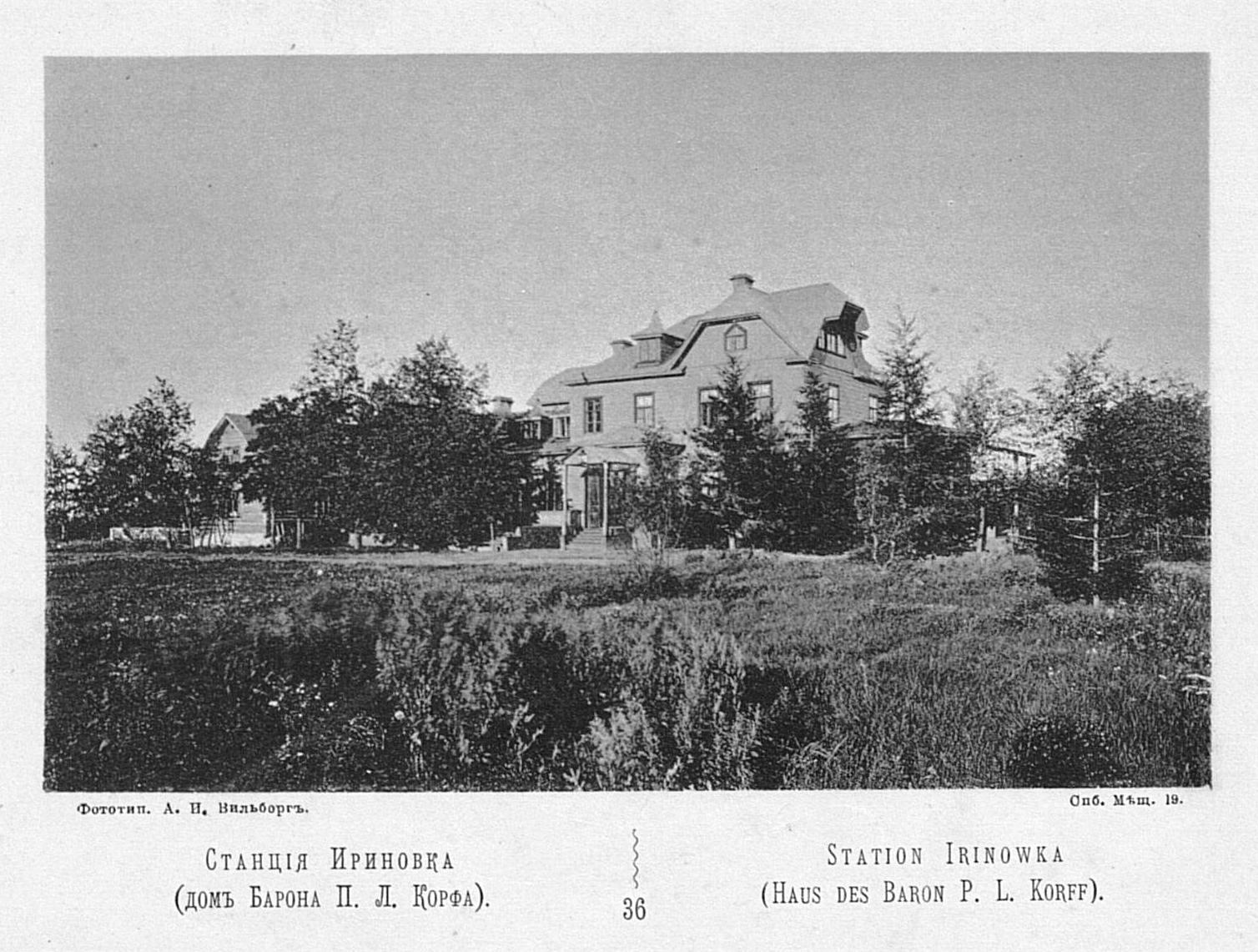
Das Haus von Baron Korff an der Irinowkabahn, 1892

Er initiierte den Bau der Irinowkabahn, der ersten Schmalspurbahn Russlands mit einer Spurweite von 750 mm, die von einem Bahnhof in der Nähe der Newa zum Korffschen Anwesen in Irinowka  verlegt und am 1. Oktober 1892 eröffnet wurde.
Er ist der Autor des Werkes Die nächsten Bedürfnisse der lokalen Bevölkerung.